# Ana Abrunhosa
Ana Maria Pereira Abrunhosa (ur. 4 lipca 1970 w Angoli) – portugalska ekonomistka i wykładowczyni akademicka, w latach 2019–2024 minister spójności terytorialnej.

## Życiorys
Absolwentka ekonomii na Uniwersytecie w Coimbrze. Na tej samej uczelni uzyskała w tej dziedzinie magisterium i doktorat. Była zatrudniona w Ernst & Young, w 1995 została nauczycielem akademickim w centrum studiów społecznych Uniwersytetu w Coimbrze. W latach 2008–2010 była wiceprzewodniczącą CCDRC, rządowej agencji działającej na rzecz zrównoważonego rozwoju regionu Centrum. Od 2014 do 2019 stała na czele tej instytucji.
W październiku 2019 powołana na ministra spójności terytorialnej w drugim gabinecie Antónia Costy. Pozostała na tej funkcji w powołanym w marcu 2022 trzecim rządzie dotychczasowego premiera. Zakończyła urzędowanie w kwietniu 2024.
W 2022 i 2024 z ramienia Partii Socjalistycznej uzyskiwała mandat posłanki do Zgromadzenia Republiki.